# Triangulierung offener Mengen in ℝn
Als Triangulierung offener Mengen in {\displaystyle \mathbb {R} ^{n}} werden bestimmte simpliziale Zerlegungen von Gebieten bezeichnet. Man spricht daher auch von einer Zerlegung offener Mengen in {\displaystyle \mathbb {R} ^{n}}. Mit {\displaystyle \mathbb {R} ^{n}} ist der {\displaystyle n}-dimensionale Koordinatenraum mit den reellen Zahlen als Koordinaten gemeint. Solche Triangulierungen werden weiter klassifiziert und sind vor allem in der numerischen Berechnung (wie zum Beispiel bei der Finite-Elemente-Methode) wichtig.

## Zulässige Triangulierung
Sei {\displaystyle \Omega \subseteq \mathbb {R} ^{n}} ein Gebiet, also eine offene, zusammenhängende Teilmenge.
Weiter sei {\displaystyle {\mathcal {T}}=\left\{{\mathit {T}}_{1},{\mathit {T}}_{2},\dotsc ,{\mathit {T}}_{M}\right\}} eine Triangulierung von {\displaystyle \Omega },
also eine Zerlegung in Simplizes.
{\displaystyle {\mathcal {T}}} heißt nun zulässig, falls gilt:
1. Besteht der Durchschnitt {\displaystyle {\mathit {T}}_{i}\cap {\mathit {T}}_{j}} genau aus einem Punkt, so ist dieser Punkt ein Eckpunkt von {\displaystyle {\mathit {T}}_{i}} und von {\displaystyle {\mathit {T}}_{j}}.
2. Besteht der Durchschnitt {\displaystyle {\mathit {T}}_{i}\cap {\mathit {T}}_{j}} für {\displaystyle i\neq j} aus mehr als einem Punkt, so ist {\displaystyle {\mathit {T}}_{i}\cap {\mathit {T}}_{j}} eine Kante von {\displaystyle {\mathit {T}}_{i}} und {\displaystyle {\mathit {T}}_{j}}.

## Quasiuniforme Triangulierung
Die Familie von Triangulierungen {\displaystyle {\mathcal {T}}_{h}} heißt quasiuniform oder shape-regular
, wenn es eine Zahl {\displaystyle \kappa >0} gibt, so dass für jedes {\displaystyle {\mathit {T}}\in {\mathcal {T}}_{h}} gilt {\displaystyle \kappa \geq {\tfrac {h_{T}}{\rho _{T}}}}. Dabei sind {\displaystyle h_{T}} der halbe Durchmesser von {\displaystyle {\mathit {T}}} und {\displaystyle \rho _{T}} der Innendurchmesser des Elements {\displaystyle {\mathit {T}}}. {\displaystyle {\mathcal {T}}_{h}} darf höchstens einen Durchmesser {\displaystyle 2h} haben (wobei {\displaystyle h} die Gitterweite ist).
Bei einer Dreieckszerlegung bedeutet dies, dass der minimale Innenwinkel aller Dreiecke nach unten beschränkt ist.

## Uniforme Triangulierung
Die Familie von Triangulierungen {\displaystyle {\mathcal {T}}_{h}} heißt uniform, wenn es eine Zahl {\displaystyle \kappa >0} gibt, so dass für jedes {\displaystyle {\mathit {T}}\in {\mathcal {T}}_{h}} gilt {\displaystyle \kappa \geq {\tfrac {h}{\rho _{T}}}}. {\displaystyle {\mathcal {T}}_{h}} darf höchstens einen Durchmesser {\displaystyle 2h} haben.
Uniformität verhindert eine extreme Verfeinerung in einem Teilgebiet.
Leider werden diese Definitionen nicht einheitlich verwendet, bei manchen Autoren bedeutet Quasiuniformität, dass eine
Triangulierung die beiden genannten Eigenschaften besitzt.

## Anisotrope Triangulierung
Besitzt ein Problem anisotropen Charakter, d. h., in unterschiedlichen Richtungen variiert die Lösung stark, benötigt man anisotrope Triangulierungen zur Approximation der Lösung, z. B. bei der Finite-Elemente-Methode. Anisotrope Rechteckgitter z. B. besitzen stark unterschiedliche Schrittweiten in den beiden Koordinatenrichtungen und sind deshalb nicht quasiuniform. Beispiele  für Probleme mit anisotropem Charakter sind singuläre Probleme mit Ecken und Kanten oder Probleme vom Typ Singuläre Störung. Bei letzteren werden anisotrope grenzschichtangepasste Gitter eingesetzt. Die Analysis der Finite-Elemente-Methode auf anisotropen Gittern und viele Beispiele für Probleme des genannten Typs findet man bei Thomas Apel, Anisotropic finite elements, Stuttgart 1999. Ansonsten sind Aussagen über anisotrope Gitter nur in einer Reihe weit verstreuter wissenschaftlicher Einzelarbeiten zu finden.